# Brouwersgracht

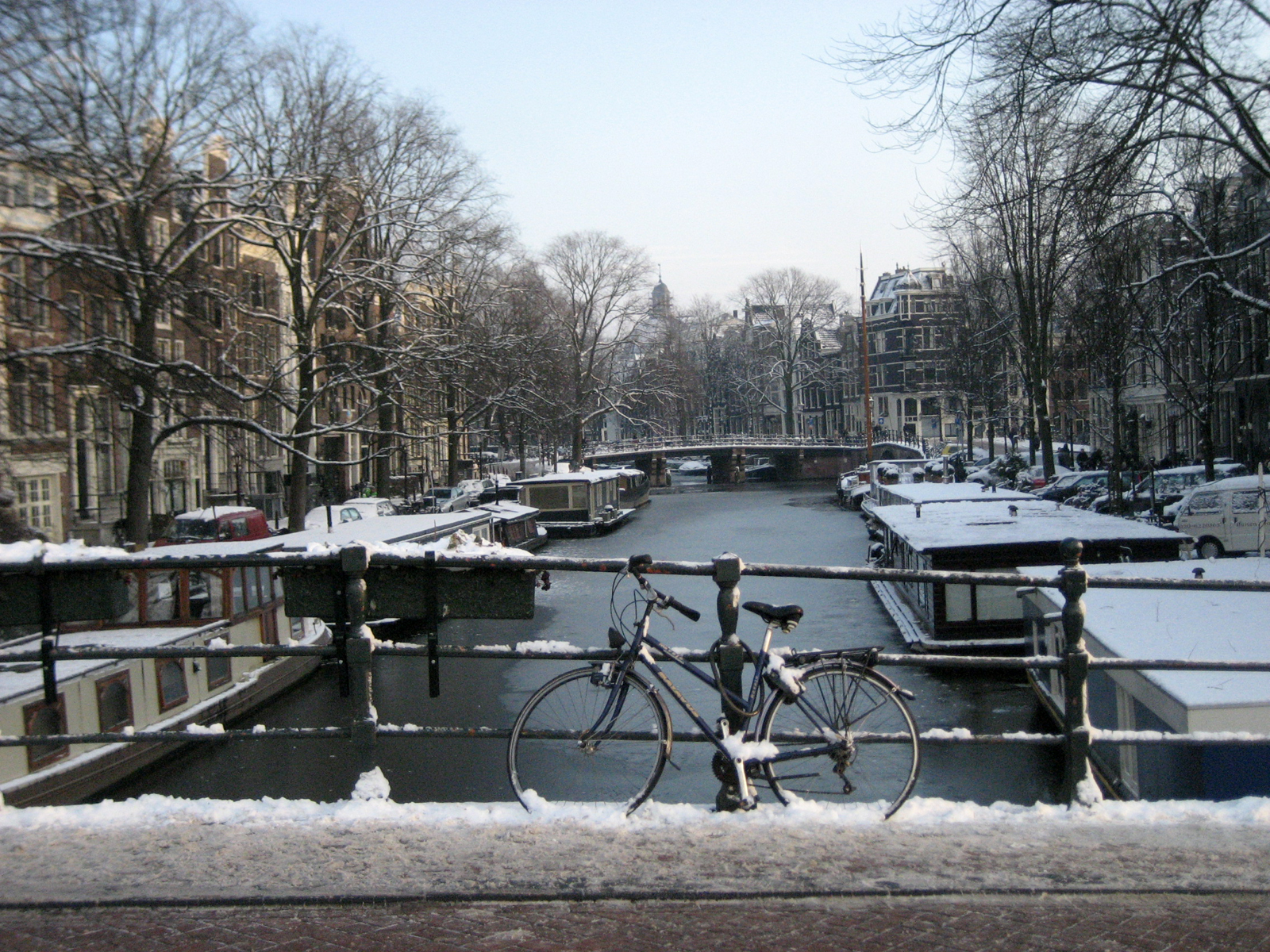
Vista del Brouwersgracht nevado

Brouwersgracht es un canal de Ámsterdam que conecta los canales Singel, Herengracht, Keizergracht y Prinsengracht. El canal marca el límite noroeste del Anillo de Canales.

## Historia
El Brouwersgracht (en neerlandés el canal de los cerveceros) comenzó a ser excavado en 1612. Desde 1894 se le conoce con este nombre debido a las muchas fábricas de cerveza que había en la zona en los siglos XVI y XVII. En el canal hay numerosos edificios que originalmente fueron almacenes de mercancías, y que hoy en día han sido convertidos en viviendas.

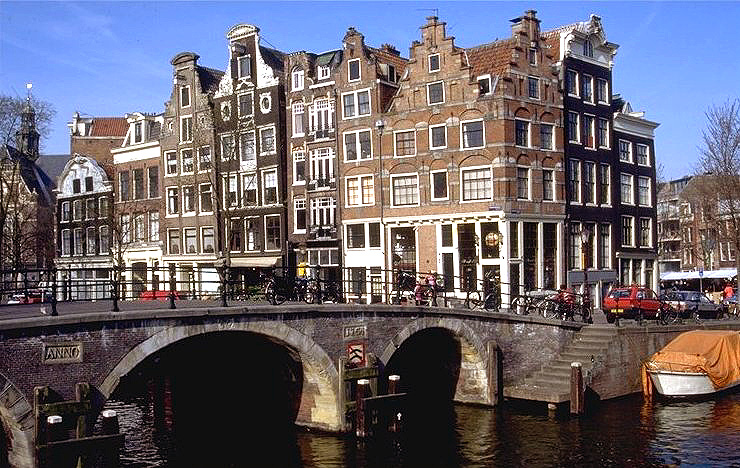
Prinsengracht 2, esquina con Brouwersgracht

## Arquitectura
En los número 196 al 188 del Brouwersgracht encontramos ejemplos clásicos de estos almacenes de mercancías, como 'De Appel' (la manzana), el 'Groene Valk' (el cuervo verde), 'de David' o 'Koning David' (Rey David). 

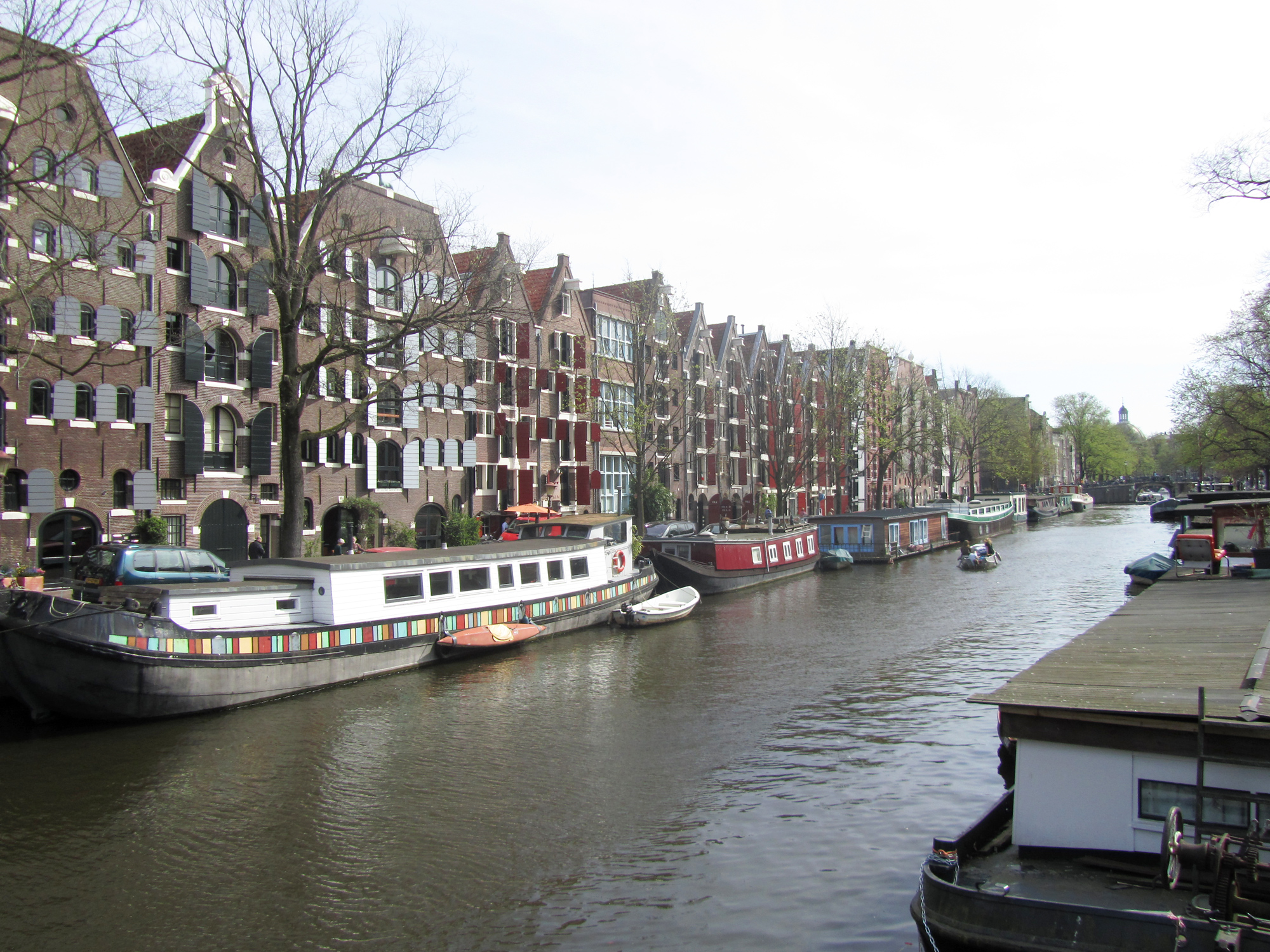
Antiguos almacenes y casas barco en el Brouwersgracht

## El canal más bonito de Ámsterdam
Los lectores del periódico local Het Parool eligieron el Brouwersgracht como la calle más bonita de Ámsterdam.
52°22′47″N 4°53′21″E / 52.37972, 4.88917